# Paolo Avitabile
Le général Paolo Bartolomeo Avitabile (Abu Tabela), né le 25 octobre 1791 et mort le 28 mars 1850, est un soldat napolitain, mercenaire et aventurier.
Lieutenant-général, chevalier de la Légion d'honneur et du Mérite de Saint-Ferdinand, commandeur de l'ordre de Durany et de Rungit-Singh, grand-croix de l'Ordre du Lion et du Soleil de Perse, des deux Lions et Couronné de Perse.

## Carrière en Europe

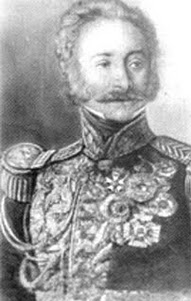
Paolo Avitabile.

Avitabile est né à Agerola (Salerno, royaume de Naples). Il commença par servir dans les légions provinciales, de 1807 à 1809, lorsque Joseph Bonaparte occupait le trône de Naples ; atteint par la conscription dans cette dernière année, il fut employé dans le corps royal de l'artillerie jusqu'en 1815, et parvint au grade de commandant.
Il prit une part très distinguée, sous les ordres de Murat, à plusieurs des grandes campagnes de cette époque. Quand les Bourbons revinrent à Naples, Avitabile rentra dans le même corps d'artillerie avec le même grade, assista au siège de Gaète, s'y distingua par sa bravoure, et reçut deux blessures.
À cette occasion il fut proposé par le général en chef pour le grade de capitaine et pour la décoration, mais ces récompenses ne lui furent pas accordées.

## En Perse
Justement blessé de cette injustice, Avitabile s'embarqua pour Philadelphie sur un bâtiment espagnol qui échoua à l'embouchure du Rhône. Pendant la quarantaine qu'il subit à Marseille, on lui donne le conseil de se rendre à Constantinople, où se trouvait un envoyé de Perse, chargé d'engager des officiers européens pour le service de Fath Ali Shah. Ce conseil fut suivi de point en point.
Le souverain de la Perse lui confia la mission d'organiser, sous les ordres de son fils aîné, Mahomet-Aly-Mirza, vice-roi de Kerman-Scia, l'infanterie et l'artillerie, selon la méthode européenne. Pendant dix années, jusqu'à la fin de 1826, Avitabile se consacra avec l'activité la plus intelligente à cette œuvre difficile d'organisation, et se signala par différents faits d'armes. Le souverain lui donna à plusieurs reprises des preuves de sa satisfaction, le décora de plusieurs ordres, et lui accorda le grade de colonel et le titre de Khan de Perse. Vers 1826, les hostilités éclatèrent entre la Perse et la Russie ; le vice-roi de Kerman s'empressa de recourir aux avis de son ancien serviteur et à son expérience de la tactique européenne. Le colonel Avitabile s'opposa constamment aux mesures qui furent prises, à tel point qu'il se décida à demander son congé qui lui fut aussitôt accordé.

## Au Pendjab
Du service de Perse, le colonel Avitabile passa, en 1827, à celui de Ranjit Singh, roi de Pendjab. Ce souverain lui fit, dans Lahore, sa capitale, un accueil magnifique, et lui confia une division entière, avec mission de l'organiser à l'européenne et de la commander en chef; deux années furent employées à ce service. Le général Avitabile fut élevé ensuite au poste de gouverneur civil et militaire de la vaste province de Visir-Abat ; puis, quand le roi Ranjit Singh eut conquis la province de Peshavour, il lui en remit le commandement qu'il conserva jusqu'à la fin d'avril 1843.
Avant lui, cette province était infestée de vagabonds et de brigands ; mais, grâce à la justice impitoyable du nouveau gouverneur, elle devint bientôt florissante et tranquille. Avitabile ne pardonnait jamais ; il faisait décapiter ou pendre sans merci tous les criminels qui lui tombaient sous la main. Lorsque sa police ne pouvait découvrir l'auteur d'un méfait, il tirait de prison une demi-douzaine de pauvres diables coupables de quelques méfaits analogues, et il ordonnait leur exécution en les déclarant complices. De la sorte, le peuple demeurait convaincu que son démon de gouverneur savait tout ce qui se passait, une douzaine de squelettes enchaînés étaient exposés à la porte de son château, et, selon lui, cette singulière exhibition, produisait le meilleur effet...
Un jour quelque grand seigneur de la cour vint lui rendre visite, il exprima le désir de voir disparaître cet affreux spectacle. Avitabile s'y refusa nettement en déclarant que son autorité en dépendait.
Dans les campagnes difficiles et souvent sanglantes qui eurent lieu pendant la coopération des armées britanniques dans l'Afghanistan, il déploya de remarquables talents militaires et cette bravoure brillante qui lui acquirent une puissante autorité morale sur les troupes qu'il disciplinait. Il était en congé d'un mois chez sir Georges Clarck, gouverneur de la compagnie des Indes pour les provinces du Nord, lorsqu'il reçut la nouvelle de l'assassinat de Ranjit Singh. Le général Avitabile sollicita de son successeur, Delip-Singh, l'autorisation de retourner dans sa patrie. Il était de retour à Naples au mois de février 1844, après une absence de vingt ans, ayant conquis par de longs et laborieux services, une légitime renommée.

## Retour à Naples
Avitabile a refusé d'entrer dans l'armée du roi de Naples. Il est rentré dans la vie privée et a épousé une jeune femme. L'histoire de son mariage est aussi extraordinaire que celle de sa vie indienne. À peine de retour en Europe, le général, auquel on supposait des richesses fantastiques, se vit environné d'une foulé de parents vrais ou faux qu'attirait le désir de partager la fortune du Nabab. Parmi eux se distinguait surtout la mère d'une charmante nièce pour laquelle elle demandait constamment un douaire. — « Je le veux bien », dit le général ; et il donna 20 000 ducats. Les ducats furent refusés. La somme ne paraissait pas sans doute suffisante de la part d'un ex-prince indien. À la fin, Avitabile épousa sa nièce. — « Ma foi, disait-il, j'ai gardé mon argent, et, de plus, j'ai une femme. »

## Note
1. ↑  Paolo Avitabile

## Source et bibliographie
- « Paolo Avitabile », dans Charles Mullié, Biographie des célébrités militaires des armées de terre et de mer de 1789 à 1850, 1852 [détail de l’édition]

- Antonio Lusardi, « Myth and reality of Paolo Avitabile, the last European Free Lancer in India », La Révolution française [En ligne], 8 | 2015, mis en ligne le 24 juin 2015, Consulté le 22 juillet 2017. URL : http://lrf.revues.org/1273